# Jean Seghers
Jean Seghers (Lebensdaten unbekannt) war ein belgischer Geher.
Bei den Olympischen Spielen 1920 in Antwerpen wurde er Siebter im 10.000-Meter-Gehen und Neunter im 3000-Meter-Gehen.